# Montagnes du Hedjaz
Les montagnes du Hedjaz (en arabe : جِـبَـال ٱلْـحِـجَـاز), ou chaîne du Hedjaz, sont une chaîne de montagnes située dans la région du Hedjaz, dans l’ouest de l’Arabie saoudite. La chaîne s'étend du nord au sud le long de la côte est de la mer Rouge et peut être considérée comme comprenant les monts de Madian et faisant partie des monts Sarawat,,.

## Géographie

### Topographie

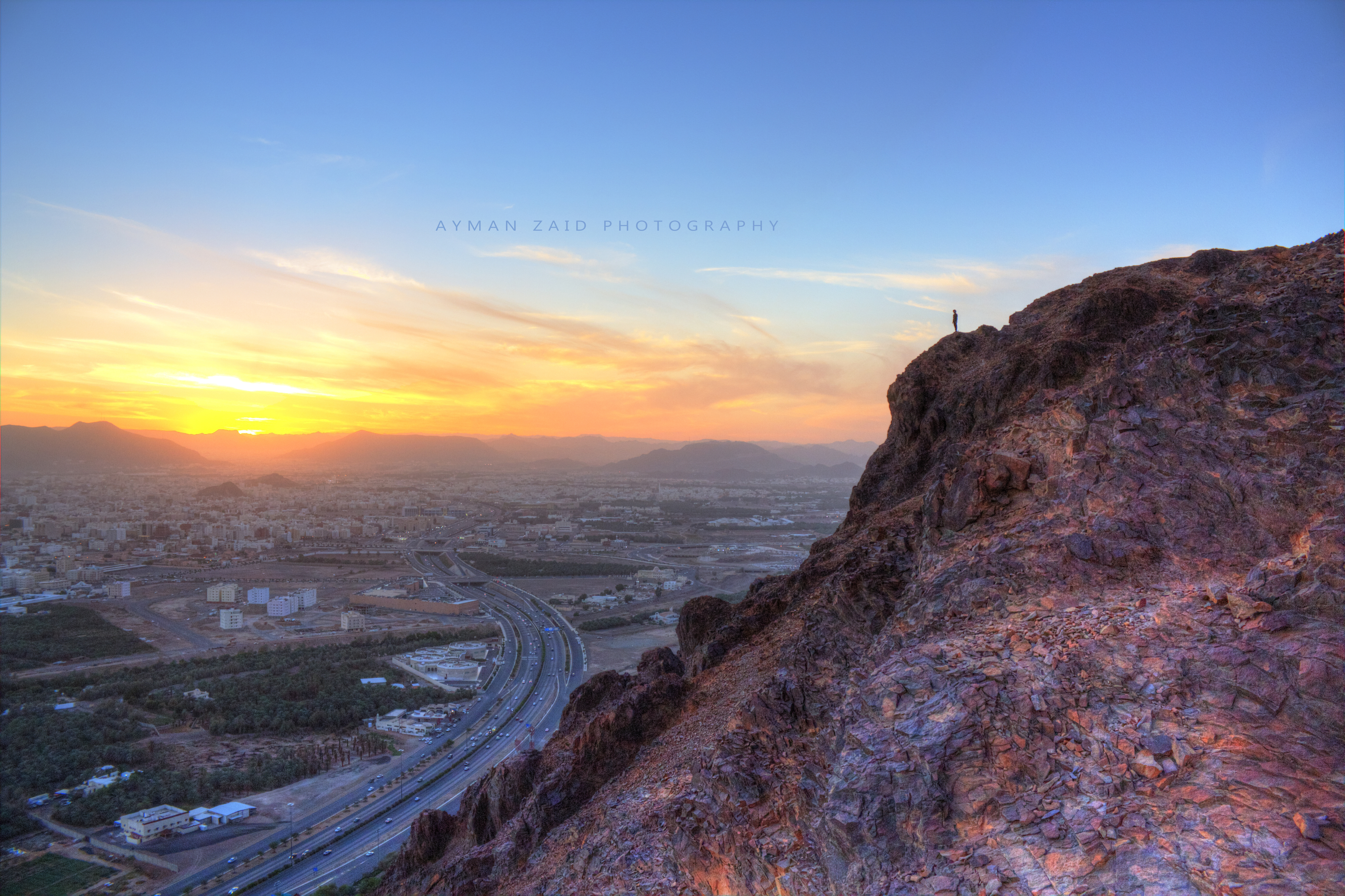
Mont Uhud dans la région de Médine.

L'escarpement côtier occidental de la péninsule arabique est composé de deux chaînes de montagnes, les montagnes du Hedjaz au nord et les montagnes d'Asir plus au sud, séparées par un intervalle vers le milieu du littoral de la péninsule. L'altitude décroit de 2 100 mètres environ à 600 mètres au niveau de l'intervalle.
Le relief tombe abruptement du côté ouest en direction de la mer Rouge, le long de l'étroite plaine côtière de Tihama. Les pentes orientales, moins escarpées permettent aux précipitations rares de créer des oasis autour des sources et des puits des quelques oueds[réf. nécessaire].

### Faune

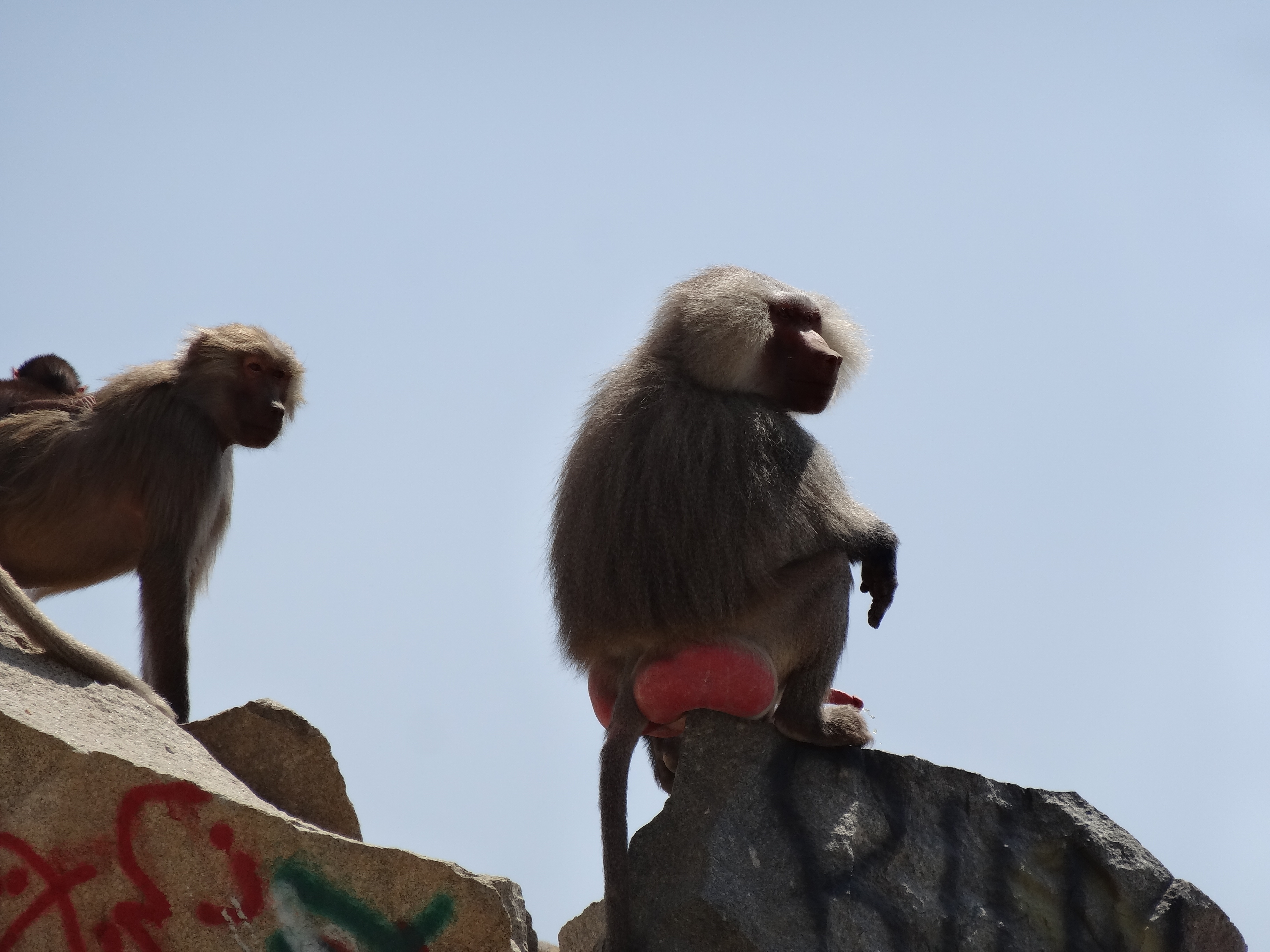
babouins hamadryas, près d'Al Hada, dans la province de la Mecque.

Le léopard d'Arabie y a été aperçu,. On peut voir des babouins hamadryas près de certaines zones d'habitations, comme celles d'Al-Hada et d'Al-Shafa près de Taëf.

## Exploitation minière
Cette région comprend le district de Mahd adh-Dhahab (« berceau de l'or »), entre La Mecque et Médine, seul gisement arabe connu avec des quantités d'or exploitables[réf. nécessaire].

## Religion

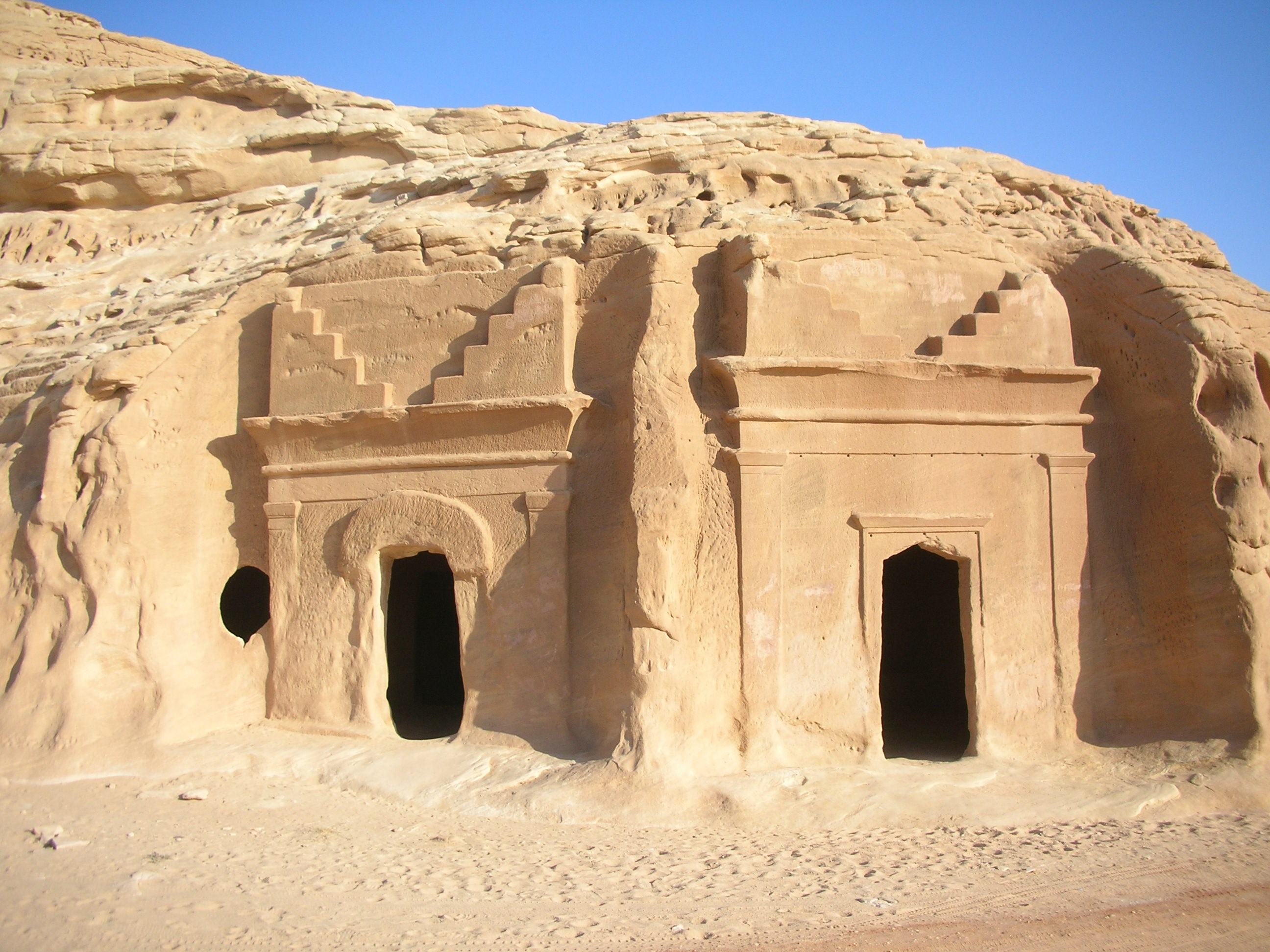
Structures creusées dans la roche à Madâin Sâlih (« les villes de Sâlih ») près d'Al-'Ula.

Les montagnes du Hedjaz forment la source supposée de l’ancien fleuve Pishon, décrit comme l’un des quatre fleuves associés au jardin d’Eden. Ce paramètre est une composante des recherches de Juris Zarins (de la Missouri State University) qui situe le jardin d’Eden à la pointe nord du golfe Persique, près du Koweït.
Le cours de la rivière à présent asséchée, l'oued Al-Rummah et son prolongement, l'oued Al-Batin, a été identifié par Farouk El-Baz de l'Université de Boston et baptisé « fleuve Koweït ». Cette piste parcourt le désert saoudien sur 965 kilomètres, en suivant l'oued Al-Batin jusqu'à la côte du golfe Persique. On estime que le « Pishon » ou « fleuve Koweït » et l'écologie de la région du Hedjaz se sont asséchés il y a 2 500 à 3 000 ans.
Dans les temps anciens, il a été rapporté que Moussa al-Kazim, un descendant de Mahomet, aurait rencontré un lion dans le désert au nord de Médine.